# Marcus Antius Crescens Calpurnianus
Marcus Antius Crescens Calpurnianus est un sénateur romain, qui occupe plusieurs postes, dont celui de gouverneur par intérim de la Grande-Bretagne romaine à la fin du IIe siècle, et l'un des quindecimviri sacris faciundis présents aux Jeux séculiers de 204.

## Biographie
Une chronologie approximative de sa carrière peut être établie. Deux inscriptions trouvées à Ostie attestent que Calpurnianus est présent dans cette ville sous le nom de pontifex Volcani dans les années 194 et 195. Une inscription fragmentaire de Rome atteste qu'après avoir servi comme préteur, il a officiellement servi comme juridicus en Grande-Bretagne lorsqu'il a dû remplacer un consul anonyme, puis après son élection au quindecimviri sacris faciundis, le tirage au sort lui a décerné le poste de gouverneur proconsulaire de Macédoine. Birley note que la plupart des experts datent le mandat de Calpurnianus en tant que gouverneur par intérim d'environ 200 "à la mort ou à la disparition soudaine de Virius Lupus ".  Cependant, il n'y a aucune base solide pour présumer qu'il est élu au quindecimviri en 204, ni que les deux fonctions de juridicus et de proconsul sont tombées près de cette année-là; le devoir de gouverneur par intérim peut lui être tombé sur les épaules lorsqu'un gouverneur de la province est tué au combat dans l'extrême nord de la province.  Birley énumère deux ou trois autres incidents vers 185 lorsque les légions en Grande-Bretagne tentent de faire empereur différents commandants légionnaires. "D'autres preuves seront nécessaires avant que cette datation du poste de gouverneur par intérim de Calpurnianus puisse être considérée comme définitive", conclut Birley.
On en sait peu plus sur Calpurnianus. Birley suppose qu'il "a préféré se consacrer à ses préoccupations privées ou locales, par exemple à Ostie, qui était vraisemblablement sa maison". Birley note également l'existence de Marcus Antius Gratillianus, questeur de Sicile en 213, et suggère que Gratillianus pourrait être le fils de Calpurnianus.